# Liste der Kulturdenkmale der Sebnitztalbahn
Die Liste der Kulturdenkmale der Sebnitztalbahn enthält die Kulturdenkmale der Eisenbahnstrecke Bad Schandau – Sebnitz – Neustadt i. Sa., die in der Denkmalliste des Freistaates Sachsen unter der ID-Nr. 09302083 als Sachgesamtheit ausgewiesen sind.
Diese Sachgesamtheit besteht aus Sachgesamtheitsbestandteilen und Einzeldenkmalen, die in den einzelnen Ortsteilen der Gemeinden Bad Schandau, Rathmannsdorf, Hohnstein, Sebnitz und Neustadt i. Sa. im Landkreis Sächsische Schweiz-Osterzgebirge zu finden sind, siehe Denkmallisten der entsprechenden Gemeinden.
Die Eisenbahnstrecke Bad Schandau – Sebnitz – Neustadt i. Sa. bildet einen Teil der ursprünglichen Gesamtstrecke Bautzen–Bad Schandau.
Die Anmerkungen sind zu beachten.
Diese Liste ist eine Teilliste der Liste der technischen Denkmale im Landkreis Sächsische Schweiz-Osterzgebirge. 

Diese Liste ist eine Teilliste der Liste der technischen Denkmale in Sachsen.

## Legende
- Bild: Bild des Kulturdenkmals, ggf. zusätzlich mit einem Link zu weiteren Fotos des Kulturdenkmals im Medienarchiv Wikimedia Commons. Wenn man auf das Kamerasymbol klickt, können Fotos zu Kulturdenkmalen aus dieser Liste hochgeladen werden:
- Bezeichnung: Denkmalgeschützte Objekte und ggf. Bauwerksname des Kulturdenkmals
- Lage: Straßenname und Hausnummer oder Flurstücknummer des Kulturdenkmals. Die Grundsortierung der Liste erfolgt nach dieser Adresse. Der Link (Karte) führt zu verschiedenen Kartendiensten mit der Position des Kulturdenkmals. Fehlt dieser Link, wurden die Koordinaten noch nicht eingetragen. Sind diese bekannt, können sie über ein Tool mit einer Kartenansicht einfach nachgetragen werden. In dieser Kartenansicht sind Kulturdenkmale ohne Koordinaten mit einem roten bzw. orangen Marker dargestellt und können durch Verschieben auf die richtige Position in der Karte mit Koordinaten versehen werden. Kulturdenkmale ohne Bild sind an einem blauen bzw. roten Marker erkennbar.
- Datierung: Baubeginn, Fertigstellung, Datum der Erstnennung oder grobe zeitliche Einordnung entsprechend des Eintrags in der sächsischen Denkmaldatenbank
- Beschreibung: Kurzcharakteristik des Kulturdenkmals entsprechend des Eintrags in der sächsischen Denkmaldatenbank, ggf. ergänzt durch die dort nur selten veröffentlichten Erfassungstexte oder zusätzliche Informationen
- ID: Vom Landesamt für Denkmalpflege Sachsen vergebene, das Kulturdenkmal eindeutig identifizierende Objekt-Nummer. Der Link führt zum PDF-Denkmaldokument des Landesamtes für Denkmalpflege Sachsen. Bei ehemaligen Kulturdenkmalen können die Objektnummern unbekannt sein und deshalb fehlen bzw. die Links von aus der Datenbank entfernten Objektnummern ins Leere führen. Ein ggf. vorhandenes Icon  führt zu den Angaben des Kulturdenkmals bei Wikidata.

## Eisenbahnstrecke Bad Schandau– Sebnitz– Neustadt i. Sa.
Diese Liste enthält alle Sachgesamtheitsbestandteile und Einzeldenkmale, die denkmalpflegerisch zur Sachgesamtheit dieser Eisenbahnstrecke gehören. Die historische Bedeutung der Einzeldenkmale dieser Strecke ergibt sich aus dem Denkmaltext des Landesamts für Denkmalpflege Sachsen: „Bestandteil der wegen ihrer Ingenieurskunst bemerkenswerten Eisenbahnstrecke Bad Schandau – Sebnitz – Neustadt (Sachgesamtheit); baugeschichtlich, eisenbahngeschichtlich und technikgeschichtlich von Bedeutung (LfD/2012).“
Die Liste ist entsprechend der örtlichen Lage an der Strecke von Bad Schandau nach Neustadt i. Sa. gegliedert.
| Bild                                    | Bezeichnung | Lage                                                | Datierung                           | Beschreibung | ID       |
| --------------------------------------- | --- | --------------------------------------------------- | ----------------------------------- | --- | -------- |
| Weitere Bilder                          | Sachgesamtheit Eisenbahnstrecke Bad Schandau – Sebnitz – Neustadt i. Sa. mit mehreren Sachgesamtheitsbestandteilen und Einzeldenkmalen | Bad Schandau, Bahnhof Bad Schandau 4a; 5; 6 (Karte) | 1870er Jahre                        | Sachgesamtheit Eisenbahnstrecke Bad Schandau–Sebnitz–Neustadt i. Sa. mit folgenden Einzeldenkmalen: Empfangsgebäude (Nr. 5, 6) und Wohnhaus (Nr. 4a), (Ausgangspunkt der Eisenbahnstrecke, Einzeldenkmale ID-Nr. 09224147), außerdem die in den Sachgesamtheitsteildokumenten zusammengefassten Einzeldenkmale der Strecke unter folgenden ID-Nr.: 09302084 bis 09302086 (Hohnstein), 09302087 (Sebnitz, OT Altendorf), 09302088 (Sebnitz, OT Lichtenhain), 09302089 (Neustadt i. Sa., OT Krumhermsdorf), 09302090 und 09302091 (Neustadt i. Sa.), 09302092 (OT Porschdorf), 09302093 bis 09302095 ( Rathmannsdorf), 09302096 (Sebnitz, OT Hainersdorf), 09302098 (Sebnitz), 09305214 (OT Prossen), 09279061 (Sebnitz, OT Schönbach) – baugeschichtlich, eisenbahngeschichtlich und technikgeschichtlich von Bedeutung.                                                                                            | 09302083 |
| Weitere Bilder                          | Bahnhof Bad Schandau (Einzeldenkmale zu ID-Nr. 09302083)                                                                               | Bad Schandau, Bahnhof Bad Schandau 4a; 5; 6 (Karte) | 1870er Jahre                        | Einzeldenkmale der Sachgesamtheit: Empfangsgebäude (Nr. 5, 6) und Wohnhaus (Nr. 4a) – baugeschichtlich, eisenbahngeschichtlich und technikgeschichtlich von Bedeutung. Empfangsgebäude: langgestreckter massiver Putzbau, zweigeschossig, mit gegiebeltem Mittelrisalit und zwei Seitenrisaliten, typischer Dachüberstand des Schweizerstils, Wand-Öffnung-Verhältnis intakt, größtenteils 1874–77 entstanden. | 09224147 |
| Weitere Bilder                          | Alte Elbbrücke – vier Brückenpfeiler Wendischfähre (Einzeldenkmale zu ID-Nr. 09302095)                                                 | Wendischfähre (Karte)                               | 1877                                | Einzeldenkmale der Sachgesamtheit: Vier Brückenpfeiler – baugeschichtlich, eisenbahngeschichtlich und technikgeschichtlich von Bedeutung. Die zippenbekrönten Pfeiler sind das Relikt der alten Elbbrücke, die in den 1970er Jahren ersetzt wurde. | 09221384 |
|                                         | Sachgesamtheitsbestandteil mit mehreren Einzeldenkmalen sowie die Trasse in Wendischfähre als Sachgesamtheitsteil                      | Wendischfähre (Karte)                               | um 1880                             | Sachgesamtheitsbestandteil der Sachgesamtheit mit folgenden Einzeldenkmalen: vier Brückenpfeiler (Einzeldenkmal ID-Nr. 09221384), Empfangsgebäude, Inselbahnsteig und Güterschuppen (Einzeldenkmal ID-Nr. 09224218) sowie die Trasse als Sachgesamtheitsteil – eisenbahngeschichtlich von Bedeutung. Empfangsgebäude mir erhaltener Putzgliederung, zweigeschossig mit Drempel, Einflüsse des Schweizerstils (Dachüberstand). | 09302095 |
|                                         | Bahnhof Rathmannsdorf in Wendischfähre (Einzeldenkmale zu ID-Nr. 09302095)                                                             | Wendischfähre, Hohnsteiner Straße 9; 11 (Karte)     | um 1900                             | Einzeldenkmale der Sachgesamtheit: Empfangsgebäude, Inselbahnsteig und Nebengebäude – baugeschichtlich, eisenbahngeschichtlich und technikgeschichtlich von Bedeutung. Empfangsgebäude mit erhaltener Putzgliederung, zweigeschossig mit Drempel, Einflüsse des Schweizerstils (Dachüberstand). | 09224218 |
| Direkt Bild zu diesem Denkmal hochladen | Sachgesamtheitsbestandteil: Bahntrasse Streckenabschnitt Prossen                                                                       | Prossen (Karte)                                     | um 1900                             | Sachgesamtheitsbestandteil der Sachgesamtheit: Streckenabschnitt Prossen (ohne Einzeldenkmale), Bahntrasse als Sachgesamtheitsteil (siehe Sachgesamtheit ID-Nr. 09302083) – eisenbahngeschichtlich und technikgeschichtlich von Bedeutung. | 09305214 |
|                                         | Eisenbahnbrücke Rathmannsdorf (Einzeldenkmal zu ID-Nr. 09302093)                                                                       | Rathmannsdorf, Hohnsteiner Straße (Karte)           | 1870er Jahre                        | Einzeldenkmal der Sachgesamtheit: Eisenbahnbrücke über den Lachsbach – baugeschichtlich, eisenbahngeschichtlich und technikgeschichtlich von Bedeutung. Eisenbahnbrücke über den Lachsbach (1870er Jahre): Sandsteinbogen, lichte Weite 12 m, lichte Höhe 7 m, Länge der Unterführung 4,5 m. | 09224229 |
|                                         | Eisenbahntunnel VII (Mühlhorntunnel) Rathmannsdorf (Einzeldenkmal zu ID-Nr. 09302093)                                                  | Rathmannsdorf, Hohnsteiner Straße (Karte)           | 1876                                | Einzeldenkmal der Sachgesamtheit: Eisenbahntunnel – baugeschichtlich, eisenbahngeschichtlich und technikgeschichtlich von Bedeutung. Mit 377 m der längste Tunnel der Strecke, Halterungen der Telegrafen- und Elektroleitungen noch vorhanden. Ausführung: Fa. Gaetano Piazza. | 09224230 |
|                                         | Sachgesamtheitsbestandteil mit mehreren Einzeldenkmalen sowie die Trasse in Rathmannsdorf als Sachgesamtheitsteil                      | Rathmannsdorf, Hohnsteiner Straße (Karte)           | um 1880                             | Sachgesamtheitsbestandteil der Sachgesamtheit mit folgenden Einzeldenkmalen: zwei Eisenbahnbrücken (Einzeldenkmal ID-Nr. 09221361 und 09221406) und Bahnwärterhaus mit Nebengebäude (Einzeldenkmal ID-Nr. 09221367), Eisenbahntunnel (Einzeldenkmal ID-Nr. 09224230) und Eisenbahnbrücke über den Lachsbach (Einzeldenkmal ID-Nr. 09224229) sowie die Trasse als Sachgesamtheitsteil – eisenbahngeschichtlich von Bedeutung. | 09302093 |
|                                         | Sachgesamtheitsbestandteil mit Einzeldenkmalen und die Trasse in Porschdorf als Sachgesamtheitsteil                                    | Porschdorf, Am Bahnhof 58 (Karte)                   | um 1900                             | Sachgesamtheitsbestandteil der Sachgesamtheit mit folgenden Einzeldenkmalen: Empfangsgebäude mit angebauter hölzerner Wartehalle (Einzeldenkmal ID-Nr. 09224734) und die Trasse als Sachgesamtheitsteil – eisenbahngeschichtlich von Bedeutung. | 09302092 |
|                                         | Haltepunkt Porschdorf (Einzeldenkmal zu ID-Nr. 09302092)                                                                               | Porschdorf, Am Bahnhof 58 (Karte)                   | um 1900                             | Einzeldenkmal der Sachgesamtheit: Empfangsgebäude mit angebauter hölzerner Wartehalle – baugeschichtlich und eisenbahngeschichtlich von Bedeutung. Obergeschoss verbrettert, Wartehalle in der Art eines Umgebindes. | 09224734 |
|                                         | Sandsteinquader-Bogenbrücke (Rundbogen) über die Sebnitz in Rathmannsdorf (Einzeldenkmal zu ID-Nr. 09302093)                           | Rathmannsdorf (Karte)                               | 1877                                | Einzeldenkmal der Sachgesamtheit: Sandsteinquader-Bogenbrücke (Rundbogen) über die Sebnitz, mit Stützmauern – baugeschichtlich, eisenbahngeschichtlich und technikgeschichtlich von Bedeutung. Sandsteinquader-Bogenbrücke (1877) über die Sebnitz, Rundbogenbrücke mit Stützmauern. | 09221406 |
|                                         | Eisenbahnbrücke Rathmannsdorf (Einzeldenkmal zu ID-Nr. 09302093)                                                                       | Rathmannsdorf (Karte)                               | 1870er Jahre                        | Einzeldenkmal der Sachgesamtheit: Eisenbahnbrücke (1870er Jahre) – baugeschichtlich, eisenbahngeschichtlich und technikgeschichtlich von Bedeutung. Stahlblech-Vollwandträger, gelagert auf Sandsteinstützen, die gesamte Konstruktion wird mit Nieten zusammen gehalten, auf die Vollwandbleche sind Winkel als Beulstreifen zur Versteifung aufgenietet, lichte Weite 15 m, lichte Höhe 3 m. | 09221361 |
|                                         | Bahnwärterhaus mit Nebengebäude Rathmannsdorf (Einzeldenkmale zu ID-Nr. 09302093)                                                      | Rathmannsdorf, Am Sebnitzbach 2 (Karte)             | 1870er Jahre                        | Einzeldenkmale der Sachgesamtheit: Bahnwärterhaus mit Nebengebäude – baugeschichtlich und eisenbahngeschichtlich von Bedeutung. Bahnwärterhaus mit Nebengebäude (1870er Jahre), anderthalb-geschossiger Putzbau im Schweizerstil. | 09221367 |
| Weitere Bilder                          | Sachgesamtheitsbestandteil mit Einzeldenkmalen und die Bahntrasse in Kohlmühle                                                         | Kohlmühle, Am Kohlichtgraben 18 (Karte)             | um 1880                             | Sachgesamtheitsbestandteil der Sachgesamtheit Bad Schandau–Sebnitz–Neustadt i. Sa., OT Kohlmühle, mit folgenden Einzeldenkmalen: Empfangsgebäude, Nebengebäude und Eisenbahnerwohnhaus (Einzeldenkmal ID-Nr. 09254215) und der Bahntrasse als Sachgesamtheitsteil (Sachgesamtheit ID-Nr. 09302083, Bad Schandau) – baugeschichtlich und eisenbahngeschichtlich von Bedeutung. | 09302085 |
| Weitere Bilder                          | Bahnhof Goßdorf-Kohlmühle – Empfangsgebäude, Nebengebäude und Eisenbahnerwohnhaus (Einzeldenkmale zu ID-Nr. 09302085)                  | Kohlmühle, Am Kohlichtgraben 16; 18 (Karte)         | etwa 1875/1877                      | Einzeldenkmale der Sachgesamtheit: Empfangsgebäude, Nebengebäude und Eisenbahnerwohnhaus – eisenbahngeschichtlich und baugeschichtlich von Bedeutung. Empfangsgebäude des Bahnhofs im Schweizerstil, zweigeschossig, mit Drempel, massiv, mit flachem Satteldach, Dachsparren mit profilierten Köpfen, flache Ecklisenen, zwei Gurtgesimse, Sandsteingewände, hölzerne Giebelverzierung. | 09254215 |
|                                         | Sachgesamtheitsbestandteil mit Einzeldenkmalen sowie die Trasse in Altendorf als Sachgesamtheitsteil                                   | Altendorf, Mühlenweg 5 (Karte)                      | um 1880                             | Sachgesamtheitsbestandteil der Sachgesamtheit mit folgenden Einzeldenkmalen: Bahnwärterhaus mit Nebengebäude (Einzeldenkmale ID-Nr. 09279040) sowie die Trasse als Sachgesamtheitsteil – eisenbahngeschichtlich von Bedeutung, anderthalbgeschossige Putzbauten mit Dachüberstand. | 09302087 |
|                                         | Eisenbahnbrücke über die Sebnitz in Goßdorf (Einzeldenkmal zu ID-Nr. 09302084)                                                         | Goßdorf (Karte)                                     | 1870er Jahre                        | Einzeldenkmal der Sachgesamtheit: Eisenbahnbrücke über die Sebnitz – eisenbahngeschichtlich und technikgeschichtlich von Bedeutung. Eisenbahnbrücke über die Sebnitz, Stahlblech-Vollwandträgerbrücke mit offener zwischenliegender Fahrbahn auf Sandsteinstützen. | 09279039 |
|                                         | Sachgesamtheitsbestandteil mit Einzeldenkmalen und die Bahntrasse in Goßdorf als Sachgesamtheitsteil                                   | Goßdorf (Karte)                                     | um 1880                             | Sachgesamtheitsbestandteil der Sachgesamtheit, OT Goßdorf, mit folgenden Einzeldenkmalen: zwei Eisenbahnbrücken (Einzeldenkmal ID-Nr. 09279041 und ID-Nr. 09279039) und der Bahntrasse als Sachgesamtheitsteil (Sachgesamtheit ID-Nr. 09302083, Bad Schandau) – eisenbahngeschichtlich und technikgeschichtlich von Bedeutung. | 09302084 |
|                                         | Bahnwärterhaus mit Nebengebäude Altendorf (Einzeldenkmale zu ID-Nr. 09302087)                                                          | Altendorf, Mühlenweg 5 (Karte)                      | Ende 19. Jh.                        | Einzeldenkmale der Sachgesamtheit: Bahnwärterhaus mit Nebengebäude – baugeschichtlich und eisenbahngeschichtlich von Bedeutung. Bahnwärterhaus mit Nebengebäude, anderthalbgeschossige Putzbauten mit Dachüberstand. | 09279040 |
|                                         | Eisenbahnbrücke über die Sebnitz in Goßdorf (Einzeldenkmal zu ID-Nr. 09302084)                                                         | Goßdorf (Karte)                                     | 1870er Jahre                        | Einzeldenkmal der Sachgesamtheit: Eisenbahnbrücke über die Sebnitz – eisenbahngeschichtlich und technikgeschichtlich von Bedeutung. Eisenbahnbrücke über die Sebnitz, Stahlblech-Vollwandträgerbrücke mit offener zwischenliegender Fahrbahn, die auf Sandsteinstützen gelagert ist, genietete Stahlkonstruktion, lichte Weite 15 m, lichte Höhe 3,50 m. | 09279041 |
|                                         | Zwei Sandstein-Unterführungen zur Entwässerung Ulbersdorf (Einzeldenkmale zu ID-Nr. 09302086)                                          | Ulbersdorf (Karte)                                  | 1870er Jahre                        | Einzeldenkmale der Sachgesamtheit: zwei Sandstein-Unterführungen zur Entwässerung – eisenbahngeschichtlich und technikgeschichtlich von Bedeutung. Zwei Sandstein-Unterführungen zur Entwässerung (1870er Jahre), Halbkreisbogen. | 09279042 |
|                                         | Eisenbahnbrücke über die Sebnitz (Bogenbrücke aus Granitmauerwerk) in Ulbersdorf (Einzeldenkmal zu ID-Nr. 09302086)                    | Ulbersdorf (Karte)                                  | 1877                                | Einzeldenkmal der Sachgesamtheit: Eisenbahnbrücke über die Sebnitz (Bogenbrücke aus Granitmauerwerk und Sandsteinquadergewölbe) mit Stützmauern – baugeschichtlich, eisenbahngeschichtlich und technikgeschichtlich von Bedeutung. Eisenbahnbrücke über die Sebnitz (1877), Bogenbrücke aus Granitmauerwerk und Sandsteinquadergewölbe, mit Stützmauern, lichte Weite 17 m, lichte Höhe 6 m. | 09254329 |
|                                         | Sachgesamtheitsbestandteil mit der Trasse in Mittelndorf                                                                               | Mittelndorf (Karte)                                 | um 1880                             | Sachgesamtheitsbestandteil der Sachgesamtheit mit der Trasse als Sachgesamtheitsteil im OT Mittelndorf - eisenbahngeschichtlich von Bedeutung. | 09303472 |
|                                         | Bahnwärterhaus mit Nebengebäude Ulbersdorf (Einzeldenkmale zu ID-Nr. 09302086)                                                         | Ulbersdorf (Karte)                                  | 1870er Jahre                        | Einzeldenkmale der Sachgesamtheit: Bahnwärterhaus mit Nebengebäude – baugeschichtlich und eisenbahngeschichtlich von Bedeutung. Bahnwärterhaus mit Nebengebäude (1870er Jahre), anderthalb- bzw. eingeschossige Putzbauten mit Dachüberstand im Schweizerstil, profilierte Sparrenköpfe. | 09279043 |
|                                         | Eisenbahnbrücke über die Sebnitz in Ulbersdorf (Einzeldenkmal zu ID-Nr. 09302086)                                                      | Ulbersdorf (Karte)                                  | 1870er Jahre                        | Einzeldenkmal der Sachgesamtheit: Eisenbahnbrücke über die Sebnitz – baugeschichtlich, eisenbahngeschichtlich und technikgeschichtlich von Bedeutung. Eisenbahnbrücke über die Sebnitz (1870er Jahre), Stahlblech-Vollwandträgerbrücke mit oben liegender Fahrbahn, Nietenkonstruktion, lichte Weite 10 m, lichte Höhe 7 m. Anmerkung: durch Betonträger ersetzt. | 09279045 |
|                                         | Eisenbahnbrücke über die Sebnitz in Ulbersdorf (Einzeldenkmal zu ID-Nr. 09302086)                                                      | Ulbersdorf (Karte)                                  | 1870er Jahre                        | Einzeldenkmal der Sachgesamtheit: Eisenbahnbrücke über die Sebnitz – baugeschichtlich, eisenbahngeschichtlich und technikgeschichtlich von Bedeutung. Eisenbahnbrücke über die Sebnitz (1870er Jahre), Stahlblech-Vollwandträgerbrücke mit oben liegender Fahrbahn, Nietenkonstruktion, lichte Weite 10 m, lichte Höhe 7 m. Anmerkung: durch Betonträger ersetzt. | 09279044 |
|                                         | Eisenbahnbrücke über die Sebnitz in Ulbersdorf (Einzeldenkmal zu ID-Nr. 09302086)                                                      | Ulbersdorf (Karte)                                  | 1877                                | Einzeldenkmal der Sachgesamtheit: Eisenbahnbrücke über die Sebnitz – baugeschichtlich, eisenbahngeschichtlich und technikgeschichtlich von Bedeutung. Eisenbahnbrücke über die Sebnitz (1877), Sandstein-Bogenbrücke, lichte Weite 10 m, lichte Höhe 9 m. | 09279046 |
|                                         | Eisenbahntunnel VI Ulbersdorf (Einzeldenkmal zu ID-Nr. 09302086)                                                                       | Ulbersdorf (Karte)                                  | Scheitelstein beiderseits bez. 1875 | Einzeldenkmal der Sachgesamtheit: Eisenbahntunnel – baugeschichtlich, eisenbahngeschichtlich und technikgeschichtlich von Bedeutung. Eisenbahntunnel (bezeichnet auf dem Scheitelstein beiderseits 1875), Granitmauerwerk mit Gewölbe aus Sandsteinquadern, ca. 77 m Länge. Ausführung: Fa. Gaetano Piazza. | 09254330 |
|                                         | Eisenbahnbrücke über die Sebnitz in Ulbersdorf (Einzeldenkmal zu ID-Nr. 09302086)                                                      | Ulbersdorf (Karte)                                  | 1877                                | Einzeldenkmal der Sachgesamtheit: Eisenbahnbrücke über die Sebnitz – baugeschichtlich, eisenbahngeschichtlich und technikgeschichtlich von Bedeutung. Eisenbahnbrücke über die Sebnitz (1877), Segmentbogen, Granitmauerwerk mit Sandsteinquadergewölbe, mit Stützmauern, mit zwei Zugankern versehen, lichte Weite 12 m, lichte Höhe 6 m. | 09254332 |
|                                         | Eisenbahntunnel V Ulbersdorf (Einzeldenkmal zu ID-Nr. 09302086)                                                                        | Ulbersdorf (Karte)                                  | bez. 1875                           | Einzeldenkmal der Sachgesamtheit: Eisenbahntunnel – baugeschichtlich, eisenbahngeschichtlich und technikgeschichtlich von Bedeutung. Eisenbahntunnel (bezeichnet beidseitig im Scheitelstein 1875), Granitmauerwerk mit Gewölbe aus Sandsteinquadern, ca. 90 m Länge. Ausführung: Fa. Gaetano Piazza. | 09254333 |
|                                         | Eisenbahnbrücke über die Sebnitz in Ulbersdorf (Einzeldenkmal zu ID-Nr. 09302086)                                                      | Ulbersdorf (Karte)                                  | 1877                                | Einzeldenkmal der Sachgesamtheit: Eisenbahnbrücke über die Sebnitz – baugeschichtlich, eisenbahngeschichtlich und technikgeschichtlich von Bedeutung. Eisenbahnbrücke über die Sebnitz (1877), Segmentbogen, Granitmauerwerk mit Sandsteinquadergewölbe, mit Stützmauern, lichte Weite 12 m, lichte Höhe 6 m. | 09254331 |
|                                         | Bahnwärterhaus mit Nebengebäude Lichtenhain (Einzeldenkmal zu ID-Nr. 09302088)                                                         | Lichtenhain (Karte)                                 | Ende 19. Jh.                        | Einzeldenkmale der Sachgesamtheit: Bahnwärterhaus mit Nebengebäude – baugeschichtlich und eisenbahngeschichtlich von Bedeutung. Bahnwärterhaus mit Nebengebäude, anderthalb-geschossiger bzw. eingeschossiger Putzbau im Schweizerstil. | 09279047 |
|                                         | Sachgesamtheitsbestandteil mit Einzeldenkmalen und die Bahntrasse in Ulbersdorf als Sachgesamtheitsteil                                | Ulbersdorf (Karte)                                  | um 1880                             | Sachgesamtheitsbestandteil der Sachgesamtheit, OT Ulbersdorf, mit folgenden Einzeldenkmalen: sieben Eisenbahnbrücken (Einzeldenkmale – ID-Nr. 09279046, 09279045, 09279044, 09254335, 09254332, 09254331 und 09254329), Bahnwärterhaus mit Nebengebäude (Einzeldenkmal ID-Nr. 09279043), zwei Sandsteinunterführungen mit Entwässerung (Einzeldenkmal ID-Nr. 09279042), Empfangsgebäude mit Nebengebäude, Lagerhaus und Kurbelwerk (Einzeldenkmal ID-Nr. 09254337) sowie drei Eisenbahntunnel (Einzeldenkmale ID-Nr. 09254334, 09254333 und 09254330) und der Bahntrasse als Sachgesamtheitsteil (Sachgesamtheit ID-Nr. 09302083, Bad Schandau) – baugeschichtlich, eisenbahngeschichtlich und technikgeschichtlich von Bedeutung. | 09302086 |
|                                         | Bahnhof Ulbersdorf mit Nebengebäuden (Einzeldenkmale zu ID-Nr. 09302086)                                                               | Ulbersdorf, Am Bahnhof 1 (Karte)                    | 1877                                | Einzeldenkmale der Sachgesamtheit: Empfangsgebäude mit Nebengebäude sowie Lagerhaus und Kurbelwerk des Bahnhofs – baugeschichtlich, eisenbahngeschichtlich und technikgeschichtlich von Bedeutung. Bahnbetriebsanlage Kurbelwerk außer Betrieb, im Empfangsgebäude museal aufgestellt, wurde bis 1983 verwendet, Empfangsgebäude im Schweizerstil, zweigeschossig mit Drempel, eingeschossiges Nebengebäude sowie hölzernes Lagergebäude mit sehr weitem Dachüberstand. | 09254337 |
|                                         | Sachgesamtheitsbestandteil mit Einzeldenkmal sowie die Trasse in Lichtenhain als Sachgesamtheitsteil                                   | Lichtenhain (Karte)                                 | um 1880                             | Sachgesamtheitsbestandteil der Sachgesamtheit Eisenbahnstrecke mit folgenden Einzeldenkmalen: Bahnwärterhaus mit Nebengebäude (Einzeldenkmal ID-Nr. 09279047) sowie die Trasse als Sachgesamtheitsteil – eisenbahngeschichtlich von Bedeutung. | 09302088 |
|                                         | Eisenbahntunnel IV Ulbersdorf (Einzeldenkmal zu ID-Nr. 09302086)                                                                       | Ulbersdorf (Karte)                                  | bez. 1875                           | Einzeldenkmal der Sachgesamtheit: Eisenbahntunnel – baugeschichtlich, eisenbahngeschichtlich und technikgeschichtlich von Bedeutung. Eisenbahntunnel (bezeichnet1875), Granitmauerwerk mit Gewölbe aus Sandsteinquadern, hufeisenförmig, mit bossiertem Rand, 108 m Länge. Ausführung: Fa. Gaetano Piazza. | 09254334 |
|                                         | Eisenbahnbrücke über die Sebnitz in Ulbersdorf (Einzeldenkmal zu ID-Nr. 09302086)                                                      | Ulbersdorf (Karte)                                  | ca. 1875                            | Einzeldenkmal der Sachgesamtheit: Eisenbahnbrücke über die Sebnitz – baugeschichtlich, eisenbahngeschichtlich und technikgeschichtlich von Bedeutung. Eisenbahnbrücke über die Sebnitz (ca.1875), Segmentbogenbrücke aus Haustein, lichte Weite 10 m, lichte Höhe 4,5 m. | 09254335 |
|                                         | Bahnwärterhaus mit Nebengebäude Hainersdorf (Einzeldenkmale zu ID-Nr. 09302096)                                                        | Hainersdorf, Hohnsteiner Straße 21 (Karte)          | vor 1900                            | Einzeldenkmale der Sachgesamtheit: Bahnwärterhaus mit Nebengebäude – baugeschichtlich, eisenbahngeschichtlich und technikgeschichtlich von Bedeutung. Bahnwärterhaus mit Nebengebäude (vor 1900), anderthalb-geschossiger bzw. eingeschossiger Putzbau im Schweizerstil, Wohnhaus noch mit Teilen der Putzgliederung und profilierten Sparrenköpfen. | 09299902 |
|                                         | Eisenbahntunnel III Hainersdorf (Einzeldenkmal zu ID-Nr. 09302096)                                                                     | Hainersdorf (Karte)                                 | 1875                                | Einzeldenkmal der Sachgesamtheit: Eisenbahntunnel – baugeschichtlich, eisenbahngeschichtlich und technikgeschichtlich von Bedeutung. Eisenbahntunnel (1875), Granitmauerwerk mit Gewölbe aus Sandsteinquadern, hufeisenförmig, mit bossiertem Rand, Länge 93 m. | 09299899 |
|                                         | Eisenbahntunnel II Hainersdorf (Einzeldenkmal zu ID-Nr. 09302096)                                                                      | Hainersdorf (Karte)                                 | 1875                                | Einzeldenkmal der Sachgesamtheit: Eisenbahntunnel – baugeschichtlich, eisenbahngeschichtlich und technikgeschichtlich von Bedeutung. Eisenbahntunnel (1875), 89 m lang, Hausteinfassade, hufeisenförmiges Gewölbe, Gewölberand an den Fassaden bossiert. | 09299903 |
|                                         | Sachgesamtheitsbestandteil mit mehreren Einzeldenkmalen sowie die Trasse in Hainersdorf als Sachgesamtheitsteil                        | Hainersdorf (Karte)                                 | um 1880                             | Sachgesamtheitsbestandteil der Sachgesamtheit mit folgenden Einzeldenkmalen: zwei Eisenbahntunnel (Einzeldenkmale ID-Nr. 09299899 und 09299903), Sandstein-Bogenbrücke (Einzeldenkmal ID-Nr. 09299905), Reste einer Bogenbrücke (Einzeldenkmal ID-Nr. 09299906), Eisenbahnunterführung (Einzeldenkmal ID-Nr. 09299907) und zwei Bahnwärterhäuser mit Nebengebäuden (Einzeldenkmale ID-Nr. 09299904 und 092299902) sowie die Trasse als Sachgesamtheitsteil – eisenbahngeschichtlich von Bedeutung. | 09302096 |
|                                         | Bahnwärterhaus Nr. 36a mit Nebengebäude Hainersdorf (Einzeldenkmal zu ID-Nr. 09302096)                                                 | Hainersdorf, Goldgruben 16 (Karte)                  |                                     | Einzeldenkmale der Sachgesamtheit: Bahnwärterhaus Nr. 36a mit Nebengebäude – baugeschichtlich, eisenbahngeschichtlich und technikgeschichtlich von Bedeutung. Bahnwärterhaus Nr. 36a mit Nebengebäude (vor 1900) – anderthalb-geschossig, Schweizerstil, Gurtgesims, profilierte Sparrenköpfe. | 09299904 |
|                                         | Sandstein-Bogenbrücke Hainersdorf (Einzeldenkmal zu ID-Nr. 09302096)                                                                   | Hainersdorf (Karte)                                 | 1877                                | Einzeldenkmal der Sachgesamtheit: Sandstein-Bogenbrücke bei km 51,7 – baugeschichtlich, eisenbahngeschichtlich und technikgeschichtlich von Bedeutung. Sandstein-Bogenbrücke (1877), Unterführung einer Straße, lichte Weite 7 m, lichte Höhe 6 m, ca. 21 m Länge. | 09299905 |
| Direkt Bild zu diesem Denkmal hochladen | Reste einer Bogenbrücke Hainersdorf (Einzeldenkmal zu ID-Nr. 09302096)                                                                 | Hainersdorf (Karte)                                 |                                     | Einzeldenkmal der Sachgesamtheit: Reste einer Bogenbrücke – baugeschichtlich, eisenbahngeschichtlich und technikgeschichtlich von Bedeutung. Reste einer Sandstein-Bogenbrücke (1870er Jahre). | 09299906 |
|                                         | Eisenbahnunterführung Hainersdorf (Einzeldenkmal zu ID-Nr. 09302096)                                                                   | Hainersdorf (Karte)                                 |                                     | Einzeldenkmal der Sachgesamtheit: Eisenbahnunterführung – baugeschichtlich, eisenbahngeschichtlich und technikgeschichtlich von Bedeutung. Eisenbahnunterführung (1877); Sandsteinbogen, Länge ca. 22 m, lichte Weite 3,5 m, lichte Höhe 3,7 m. | 09299907 |
|                                         | Eisenbahnüberführung über die Heilige Leite sowie Vorsignal Sebnitz (Einzeldenkmale zu ID-Nr. 09302098)                                | Sebnitz, Schandauer Straße 60 (bei) (Karte)         | um 1880                             | Einzeldenkmale der Sachgesamtheit: Eisenbahnüberführung über die Heilige Leite sowie Vorsignal – baugeschichtlich, eisenbahngeschichtlich und technikgeschichtlich von Bedeutung. Bogenbrücke in Sandsteinquadermauerwerk mit Aufleger aus Granit, Vorsignal inzwischen Rarität. Eisenbahnüberführung über die Heilige Leite (1870er Jahre) sowie Vorsignal, Bogenbrücke in Sandsteinquadermauerwerk mit Aufleger aus Granit, Vorsignal inzwischen Rarität. | 09299900 |
|                                         | Eisenbahntunnel I Sebnitz (Einzeldenkmal zu ID-Nr. 09302098)                                                                           | Sebnitz (Karte)                                     |                                     | Einzeldenkmal der Sachgesamtheit: Eisenbahntunnel; baugeschichtlich, eisenbahngeschichtlich und technikgeschichtlich von Bedeutung. Eisenbahntunnel (1870er Jahre); 147 m lang, Hausteinfassaden; letzter Tunnel der Bahnstrecke. | 09299908 |
|                                         | Sachgesamtheitsbestandteil mit mehreren Einzeldenkmalen sowie die Trasse in Sebnitz als Sachgesamtheitsteil                            | Sebnitz (Karte)                                     | um 1880                             | Sachgesamtheitsbestandteil der Sachgesamtheit mit folgenden Einzeldenkmalen: Eisenbahntunnel (ID-Nr. 09299908), Eisenbahnunterführung (ID-Nr. 09299910), Wassereinzugsanlage für das Wasserwerk des Bahnhofes Sebnitz (ID-Nr. 09299912), Eisenbahnüberführung (ID-Nr. 09299909), Empfangsgebäude im Schweizer Stil mit Anbauten, einstielige Bahnsteigüberdachung des Hauptbahnsteiges, Wasserstation mit Wasserkran und zwei Stellwerke (B1 und W2) im Ost- und Westendteil der Bahnanlage sowie weitere Technik: Flügelsignalanlage, Vorsignal und Säulenspannwerk (ID-Nr. 09299901), Bahnwärterhaus Nr. 34a (ID-Nr. 09299913), Eisenbahnüberführung über die Heilige Leite und Vorsignal (ID-Nr. 09299900) sowie die Trasse als Sachgesamtheitsteil – eisenbahngeschichtlich von Bedeutung. Anderthalb-geschossiger bzw. eingeschossiger Putzbau im typischen Schweizerstil, Funktionseinheit mit Bahnübergang. | 09302098 |
| Weitere Bilder                          | Bahnhof Sebnitz (Sachs) (Einzeldenkmal zu ID-Nr. 09302098)                                                                             | Sebnitz, Bahnhofstraße 17 (Karte)                   | um 1880                             | Einzeldenkmale der Sachgesamtheit: Empfangsgebäude im Schweizer Stil mit Anbauten, einstielige Bahnsteigüberdachung des Hauptbahnsteiges, Wasserstation mit Wasserkran und zwei Stellwerken (B1 und W2) im Ost- und Westendteil der Bahnanlage sowie weitere Technik: Flügelsignalanlage, Vorsignal, Säulenspannwerk – baugeschichtlich, eisenbahngeschichtlich und technikgeschichtlich von Bedeutung. | 09299901 |
|                                         | Eisenbahnüberführung Sebnitz (Einzeldenkmal zu ID-Nr. 09302098)                                                                        | Sebnitz, Bahnhofstraße - (Karte)                    | 1877                                | Einzeldenkmal der Sachgesamtheit: Eisenbahnüberführung – baugeschichtlich, eisenbahngeschichtlich und technikgeschichtlich von Bedeutung. Quadersandstein-Bogenbrücke über die Bahnhofstraße, mit Stützmauern, Länge 26,85 m, lichte Weite 8 m, lichte Höhe 4,60 m im Scheitel. Eisenbahnüberführung (1877), Quadersandstein-Bogenbrücke über die Bahnhofstraße, mit Stützmauern, Länge 26,85 m, lichte Weite 8 m, lichte Höhe 4,60 m im Scheitel. | 09299909 |
|                                         | Eisenbahnunterführung Sebnitz (Einzeldenkmal zu ID-Nr. 09302098)                                                                       | Sebnitz (Karte)                                     |                                     | Einzeldenkmal der Sachgesamtheit: Eisenbahnunterführung (bei Dr.-Steudtner-Str. 39) – baugeschichtlich, eisenbahngeschichtlich und technikgeschichtlich von Bedeutung. Eisenbahnunterführung (1870er Jahre); Hausteinbogen und -fassade; Länge 24,50 m, lichte Weite 3,40 m, lichte Höhe 3,70 m. | 09299910 |
|                                         | Wassereinzugsanlage für das Wasserwerk des Bahnhofes Sebnitz, technische Rarität (Einzeldenkmal zu ID-Nr. 09302098)                    | Sebnitz (Karte)                                     |                                     | Einzeldenkmal der Sachgesamtheit: Wassereinzugsanlage für das Wasserwerk des Bahnhofes Sebnitz, technische Rarität; eisenbahngeschichtlich und technikgeschichtlich von Bedeutung. Wassereinzugsanlage für das Wasserwerk des Bahnhofes Sebnitz, technische Rarität; das Wasser für das Wasserwerk des Bahnhofes wird unterhalb des Gerstenberges gesammelt. Nach dem Sammelbehälter kann der Wasserfluss mit einem Ventil abgesperrt werden. Von dort aus fließt es in freiem Gefälle in einer Rohrleitung bis zum Bahnwasserwerk. Durch den Höhenunterschied kann das Wasser ohne Pumpen bis in die beiden Hochbehälter des Wasserwerkes gelangen. | 09299912 |
|                                         | Bahnwärterhaus Nr. 34a Sebnitz (Einzeldenkmal zu ID-Nr. 09302098)                                                                      | Sebnitz, Naßweg 2 (Karte)                           |                                     | Einzeldenkmal der Sachgesamtheit: Bahnwärterhaus Nr. 34a (Einzeldenkmal zu ID-Nr. 09302098); baugeschichtlich, eisenbahngeschichtlich und technikgeschichtlich von Bedeutung. Bahnwärterhaus Nr. 34a (vor 1900); anderthalbgeschossiger bzw. eingeschossiger Putzbau im typischen Schweizerstil; Funktionseinheit mit Bahnübergang. | 09299913 |
|                                         | Bahnwärterhaus mit Nebengebäude Schönbach (Einzeldenkmal zu ID-Nr. 09279061)                                                           | Schönbach, Nassweg 1 (Karte)                        | vor 1900                            | Einzeldenkmale der Sachgesamtheit: Bahnwärterhaus mit Nebengebäude – baugeschichtlich, eisenbahngeschichtlich und technikgeschichtlich von Bedeutung. Bahnwärterhaus mit Nebengebäude (vor 1900), anderthalb-geschossiger bzw. eingeschossiger Putzbau im typischen Schweizerstil. | 09299914 |
| Direkt Bild zu diesem Denkmal hochladen | Haustein-Bogenbrücke Schönbach (Einzeldenkmal zu ID-Nr. 09279061)                                                                      | Schönbach (Karte)                                   | ca. 1877                            | Einzeldenkmal der Sachgesamtheit: Haustein-Bogenbrücke – baugeschichtlich, eisenbahngeschichtlich und technikgeschichtlich von Bedeutung. Die Brücke ist in ihrer Steigung dem darüber führenden Weg angepasst worden. Haustein-Bogenbrücke (1877), in ihrer Steigung dem darüber führenden Weg angepasst. | 09299895 |
|                                         | Naturstein-Unterführung Schönbach (Einzeldenkmal zu ID-Nr. 09279061)                                                                   | Schönbach (Karte)                                   | 1877                                | Einzeldenkmal der Sachgesamtheit: Naturstein-Unterführung – baugeschichtlich, eisenbahngeschichtlich und technikgeschichtlich von Bedeutung. Naturstein-Unterführung (1877), lichte Weite 3,50 m, lichte Höhe ebenso, Länge 16,50 m. | 09299896 |
| Direkt Bild zu diesem Denkmal hochladen | Sachgesamtheitsbestandteil mit mehreren Einzeldenkmalen sowie die Trasse in Schönbach als Sachgesamtheitsteil                          | Schönbach (Karte)                                   | um 1880                             | Sachgesamtheitsbestandteil der Sachgesamtheit mit folgenden Einzeldenkmalen: Haustein-Bogenbrücke (ID-Nr. 09299895), Naturstein-Unterführung (ID-Nr. 09299896), Eisenbahnbrücke (ID-Nr. 09299897), Unterführung (ID-Nr. 09299898) und Bahnwärterhaus mit Nebengebäude (ID-Nr. 092299914) sowie die Trasse als Sachgesamtheitsteil – eisenbahngeschichtlich von Bedeutung. | 09279061 |
|                                         | Unterführung Schönbach (Einzeldenkmal zu ID-Nr. 09279061)                                                                              | Schönbach (Karte)                                   | 1877                                | Einzeldenkmal der Sachgesamtheit: Unterführung – baugeschichtlich, eisenbahngeschichtlich und technikgeschichtlich von Bedeutung. Das übliche Granitmauerwerk mit Sandsteinbogen, abgestufte Flügelmauern, lichte Weite 3,50 m, lichte Höhe 3,80 m, Länge 10 m. Unterführung (1877), Granitmauerwerk mit Sandsteinbogen, abgestufte Flügelmauern, lichte Weite 3,50 m, lichte Höhe 3,80 m, Länge 10 m. | 09299897 |
|                                         | Bahnwärterhaus mit Nebengebäude Schönbach (Einzeldenkmal zu ID-Nr. 09279061)                                                           | Schönbach, Neubau (Karte)                           | vor 1900                            | Einzeldenkmale der Sachgesamtheit: Bahnwärterhaus mit Nebengebäude – baugeschichtlich, eisenbahngeschichtlich und technikgeschichtlich von Bedeutung. Bahnwärterhaus mit Nebengebäude (vor 1900), anderthalb-geschossiger bzw. eingeschossiger Putzbau im typischen Schweizerstil. Anmerkung: ID-Nr. 09299914 könnte sich auch auf dieses Bahnwärterhaus beziehen. | 09299914 |
| Direkt Bild zu diesem Denkmal hochladen | Eisenbahnbrücke Schönbach (Einzeldenkmal zu ID-Nr. 09279061)                                                                           | Schönbach (Karte)                                   | ca. 1877                            | Einzeldenkmal der Sachgesamtheit: Eisenbahnbrücke – baugeschichtlich, eisenbahngeschichtlich und technikgeschichtlich von Bedeutung. Eisenbahnbrücke, dreibogige Natursteinbrücke, die Bögen aus Sandstein. | 09299898 |
| Direkt Bild zu diesem Denkmal hochladen | Unterführung Krumhermsdorf (Einzeldenkmal zu ID-Nr. 09302089)                                                                          | Krumhermsdorf (Karte)                               | 1870er Jahre                        | Einzeldenkmal der Sachgesamtheit – baugeschichtlich, eisenbahngeschichtlich und technikgeschichtlich von Bedeutung. Naturstein-Segmentbogen mit rechtwinklig angesetzten Flügelmauern, lichte Weite 3,50 m, lichte Höhe 3,85 m, Länge 12, 50 m. Unterführung (1870er Jahre), Naturstein-Segmentbogen mit rechtwinklig angesetzten Flügelmauern, lichte Weite 3,50 m, lichte Höhe 3,85 m, Länge 12, 50 m. | 09279065 |
|                                         | Sachgesamtheitsbestandteil mit mehreren Einzeldenkmalen sowie die Trasse in Krumhermsdorf als Sachgesamtheitsteil                      | Krumhermsdorf (Karte)                               | um 1880                             | Sachgesamtheitsbestandteil der Sachgesamtheit mit folgenden Einzeldenkmalen: Unterführung (Einzeldenkmal ID-Nr. 09279065) und dreibogige Überführung (Einzeldenkmal ID-Nr. 09253756) sowie die Trasse als Sachgesamtheitsteil – eisenbahngeschichtlich von Bedeutung. | 09302089 |
|                                         | Dreibogige Überführung Krumhermsdorf (Einzeldenkmal zu ID-Nr. 09302089)                                                                | Krumhermsdorf (Karte)                               | ca. 1877                            | Einzeldenkmal: dreibogige Überführung – baugeschichtlich, eisenbahngeschichtlich und technikgeschichtlich von Bedeutung. Segmentbögen Sandstein, Pfeiler aus Granit. Dreibogige Überführung (1877), Segmentbögen Sandstein, Pfeiler aus Granit. | 09253756 |
|                                         | Straßenbrücke, dreibogige Überführung Polenz (Einzeldenkmale zu ID-Nr. 09302091)                                                       | Polenz (Karte)                                      | Kern ca. 1877                       | Einzeldenkmale der Sachgesamtheit: Straßenbrücke (S156), dreibogige Überführung – baugeschichtlich, eisenbahngeschichtlich und technikgeschichtlich von Bedeutung. Sandstein-Halbkreisbögen. Straßenbrücke, dreibogige Überführung (1877), Sandstein-Halbkreisbögen. | 09279066 |
|                                         | Bahnwärterhaus mit Nebengebäude Polenz (Einzeldenkmale zu ID-Nr. 09302091)                                                             | Polenz, Flämmigtweg 15 (Karte)                      | 1870er Jahre                        | Einzeldenkmale der Sachgesamtheit: Bahnwärterhaus mit Nebengebäude – baugeschichtlich und eisenbahngeschichtlich von Bedeutung. Anderthalb- bzw. eingeschossiger Putzbau im Schweizerstil, profilierte Sparrenköpfe, Dachüberstand, Reste von Putzgliederung. Bahnwärterhaus mit Nebengebäude (1870er Jahre), anderthalb- bzw. eingeschossiger Putzbau im Schweizerstil, profilierte Sparrenköpfe, Dachüberstand, Reste von Putzgliederung. | 09279067 |
|                                         | Eisenbahnbrücke Polenz (Einzeldenkmal zu ID-Nr)                                                                                        | Polenz (Karte)                                      | ca. 1877                            | Einzeldenkmal der Sachgesamtheit: Eisenbahnbrücke – baugeschichtlich, eisenbahngeschichtlich und technikgeschichtlich von Bedeutung. Naturstein-Segmentbogen mit abgestuften Flügelmauern, lichte Weite 3,45 m, lichte Höhe 3,90 m, Länge 12 m. Eisenbahnbrücke (1877), Naturstein-Segmentbogen mit abgestuften Flügelmauern, lichte Weite 3,45 m, lichte Höhe 3,90 m, Länge 12 m. | 09279068 |
| Direkt Bild zu diesem Denkmal hochladen | Sachgesamtheitsbestandteil mit mehreren Einzeldenkmalen sowie die Trasse in Polenz als Sachgesamtheitsteil                             | Polenz (Karte)                                      | um 1880                             | Sachgesamtheitsbestandteil der Sachgesamtheit mit folgenden Einzeldenkmalen: Fernsprechhäuschen (Einzeldenkmal ID-Nr. 09279069), Unterführung (Einzeldenkmal ID-Nr. 09279068), zwei Überführungen (Einzeldenkmal ID-Nr. 09279060 und ID-Nr. 09279066) und Bahnwärterhaus mit Nebengebäude (Einzeldenkmal ID-Nr. 09279067) sowie die Trasse als Sachgesamtheitsteil – eisenbahngeschichtlich von Bedeutung. | 09302091 |
| Direkt Bild zu diesem Denkmal hochladen | Fernsprechhäuschen Polenz (Einzeldenkmal zu ID-Nr. 09302091)                                                                           | Polenz (Karte)                                      | 1. Hälfte 20. Jh.                   | Einzeldenkmal der Sachgesamtheit: Fernsprechhäuschen – technikgeschichtlich von Bedeutung. Fernsprechhäuschen, Seltenheitswert. Anmerkung: Das Fernsprechhäuschen existiert nicht mehr. | 09279069 |
|                                         | Straßenbrücke, Überführung Polenz (Einzeldenkmal zu ID-Nr. 09302091)                                                                   | Polenz (Karte)                                      | ca. 1877                            | Einzeldenkmal der Sachgesamtheit: Straßenbrücke, Überführung – baugeschichtlich, eisenbahngeschichtlich und technikgeschichtlich von Bedeutung. Halbkreisbogen aus Sandstein. Straßenbrücke, Überführung (1877), Halbkreisbogen aus Sandstein. Anmerkung: Die Überführung bei km 37,7 ist gesperrt und kann nicht mehr genutzt werden. | 09279060 |
| Weitere Bilder                          | Sachgesamtheitsbestandteil mit mehreren Einzeldenkmalen sowie die Trasse in Neustadt als Sachgesamtheitsteil                           | Neustadt i. Sa, Dr.-Otto-Nuschke- Straße 15 (Karte) | um 1880                             | Sachgesamtheitsbestandteil der Sachgesamtheit mit folgenden Einzeldenkmalen: Empfangsgebäude mit Haus- und Inselbahnsteig (jeweils überdacht), Lokschuppen, Lademaß, Güterschuppen sowie Stellwerk 1 und 2 einschließlich vorhandener Stellwerksmechanik und Wasserkran (Einzeldenkmale ID-Nr. 09253599) sowie die Trasse als Sachgesamtheitsteil – eisenbahngeschichtlich von Bedeutung. | 09302090 |
| Weitere Bilder                          | Bahnhof Neustadt (Sachs) (Einzeldenkmale zu ID-Nr. 09302090)                                                                           | Neustadt i. Sa, Dr.-Otto-Nuschke- Straße 15 (Karte) | 1876                                | Einzeldenkmale der Sachgesamtheit: Empfangsgebäude mit Haus- und Inselbahnsteig (jeweils überdacht), Lokschuppen, Lademaß, Güterschuppen sowie Stellwerk 1 und 2 einschließlich vorhandener Stellwerksmechanik und Wasserkran – baugeschichtlich, eisenbahngeschichtlich und technikgeschichtlich von Bedeutung. | 09253599 |

## Ausführliche Denkmaltexte
1. ↑  
Bahnhof Sebnitz mit Empfangsgebäude 

Empfangsgebäude: zweigeschossiger Mittelteil mit dreigeschossigen Seitenteilen, profilierte Fenster- und Türgewände, Mittelrisalit, Gurtband zwischen Erdgeschoss und Obergeschoss.
Bahnsteige: Holzdach auf profilierten Eisensäulen mit Ornamentik.
Wasserstation: zweigeschossiger Putzbau, original erhalten, Segmentbogen im Erdgeschoss, flaches Satteldach, Wasserstandsanzeige.
Stellwerk: zweigeschossiger Klinkerbauten, Segmentbogenfenster, flaches Satteldach. B1 und W2 gleiche Bauart, Säulenspannwerk (km 49,2).
2. 1 2  
Bahnhofsgebäude Neustadt: Satteldach mit Dachüberstand, Mittelteil eingeschossig mit Mezzanin, Risalit, Uhr, seitlich zwei Kopfbauten, zweieinhalbgeschossig, Giebel zu allen vier Seiten, verkröpftes Gesims, im 1. Obergeschoss gerade Fensterbedachungen, aufwendig profilierte Fenster- und Türgewände, Hausbahnsteig: Holzdach auf profilierten Gusseisensäulen, Bahnsteig 2/3 ebenso, jedoch Wellblecheindeckung, Stellwerk 1 und 2: zweigeschossiger Klinkerbau (sächsische Länderbauform, System der Stellwerksmechanik Jüdel alt mit innen liegendem Spannwerk, 1916, 1934 zusätzlich mit Blockwerk ausgerüstet), Satteldach mit Dachüberstand, profilierte Sparrenköpfe, Personal-Nebengebäude: eingeschossiger Putzbau, flaches Satteldach, Mittelrisalit, Abbruch nach 2001, Güterschuppen: eingeschossig mit Drempel, flaches Satteldach mit weitem Dachüberstand, Reste von Putzgliederung.